# Wagon-silo
Un wagon-silo est un wagon spécial (de code UIC U) adapté au transport de produits pulvérulents comme le ciment ou autres produits en grains comme les céréales. 

## Caractéristiques
Il existe essentiellement deux catégories de wagons-silos, les wagons à déchargement pneumatique pour le transport de pulvérulents comme le ciment, et les wagons à déchargement par gravité pour le transport de granulés comme les céréales.
Ces wagons disposent d'une ou plusieurs enceintes étanches, le(s) silo(s), dont la vidange est facilitée par une ou plusieurs trémies débouchant sous le châssis. Le contenu s'écoule sous les wagons dans des fosses disposées le long des rails, pour pouvoir être ensuite convoyé vers des lieux de stockage.
Le wagon-silo à déchargement pneumatique est constitué de plusieurs silos cylindriques disposés verticalement sur le châssis du wagon (généralement 2 à 3). Chaque silo a sa partie supérieure et inférieure de forme conique, par lesquelles s'effectue le remplissage et la vidange. Ces wagons sont progressivement remplacés par des modèles à citerne horizontale aux extrémités inclinées et de plus grande capacité. Ce type de wagon est utilisé principalement pour les poudres.
Le wagon-silo à déchargement par gravité est un wagon-trémie à essieux ou à bogies, constitué d'un réservoir unique disposé longitudinalement et ouvrant sur plusieurs trémies de déchargement (typiquement 3 ou 4). Les extrémités du réservoir sont inclinées vers l'intérieur pour guider le matériau granulé vers la trémie la plus proche. Le réservoir est souvent de forme arrondie, ce qui leur donne une apparence intermédiaire entre la forme cylindrique du wagon-citerne et la forme d'entonnoir du wagon-trémie.
Selon son affectation, un wagon-silo peut être appelé wagon cimentier ou wagon céréalier.

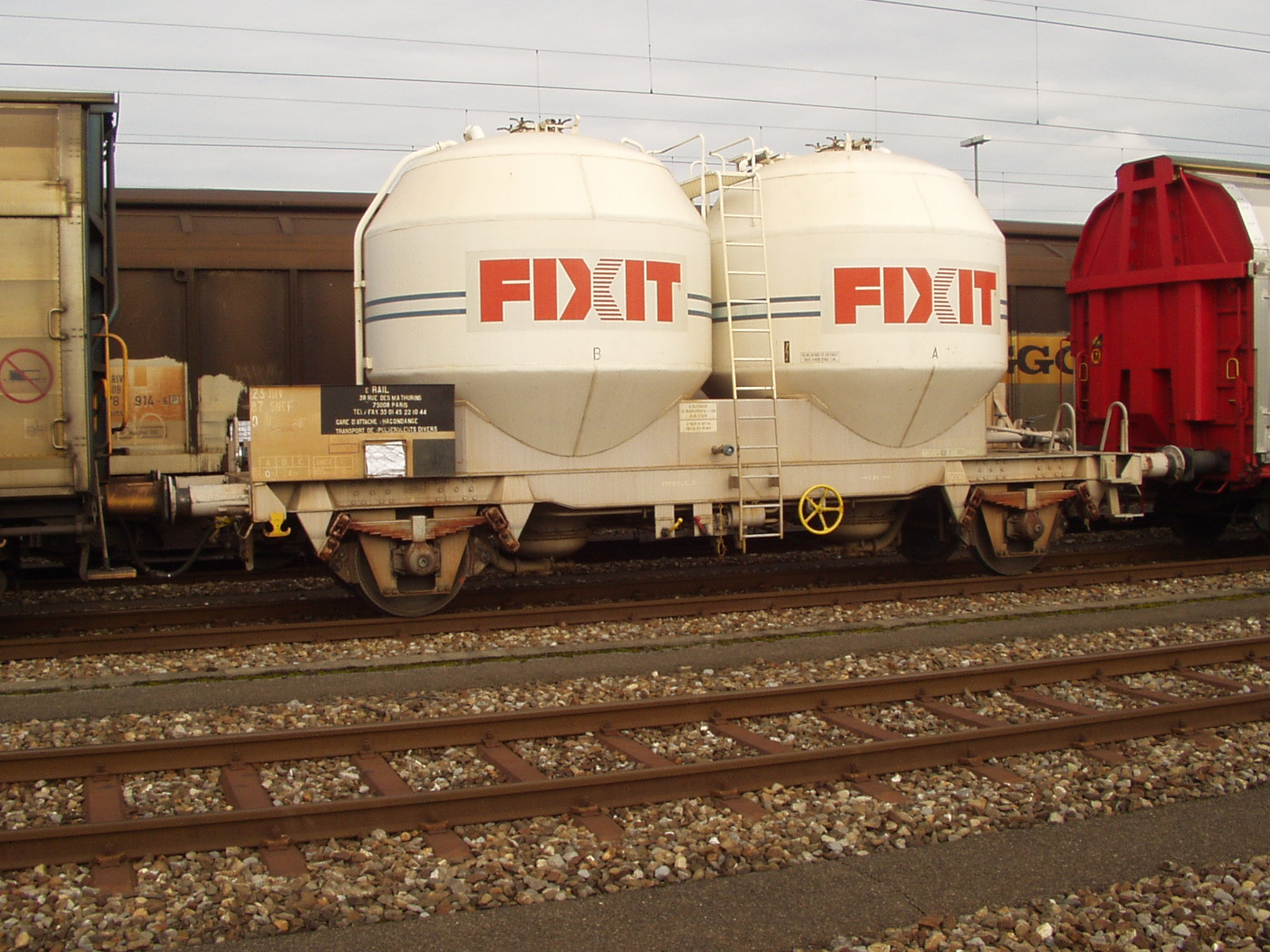
Un wagon-silo type Ucs à deux citernes verticales et déchargement pneumatique de la SNCF (Wagon de type UIC-U).
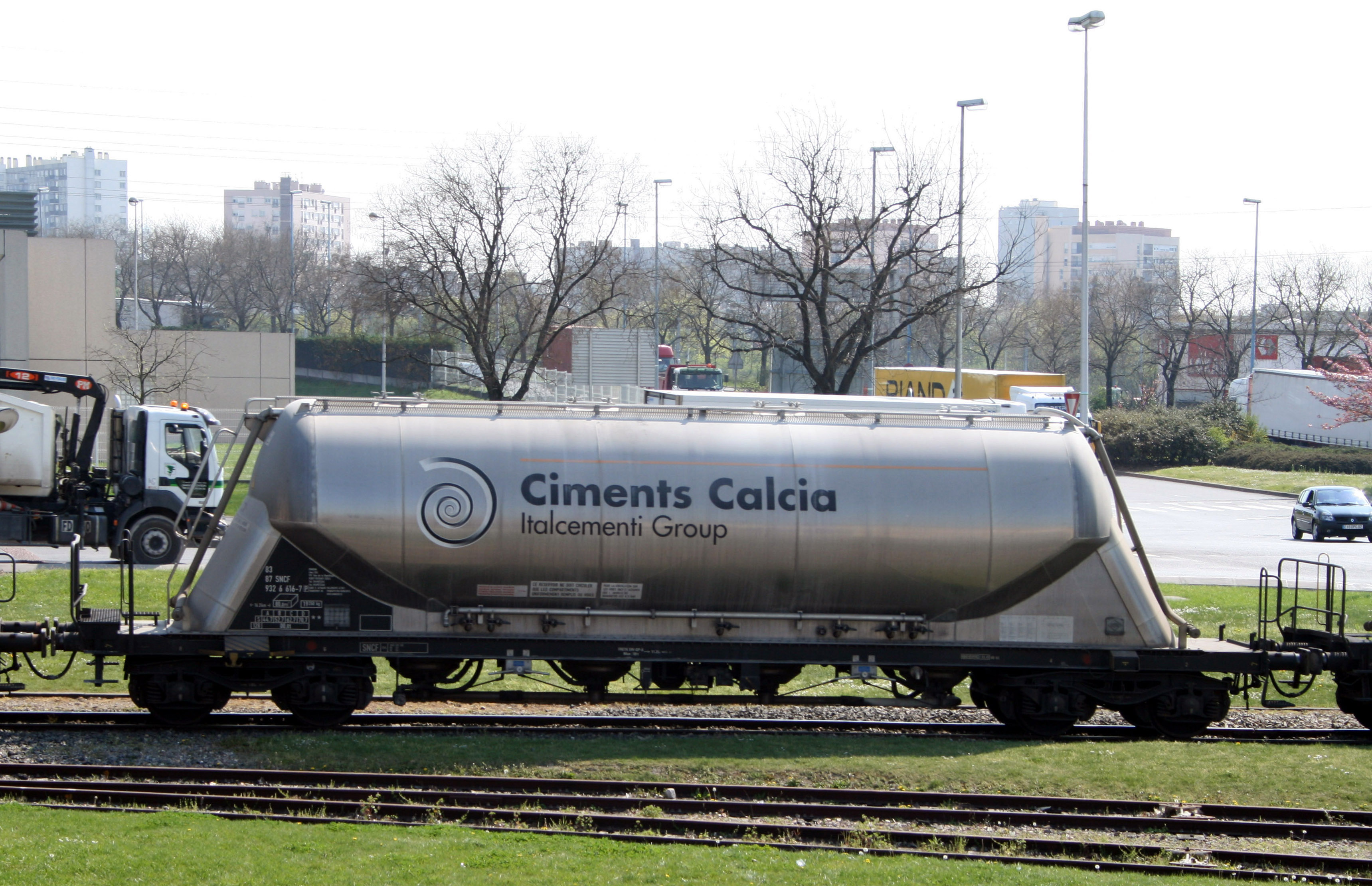
Wagon-silo cimentier français à citerne horizontale et déchargement pneumatique.
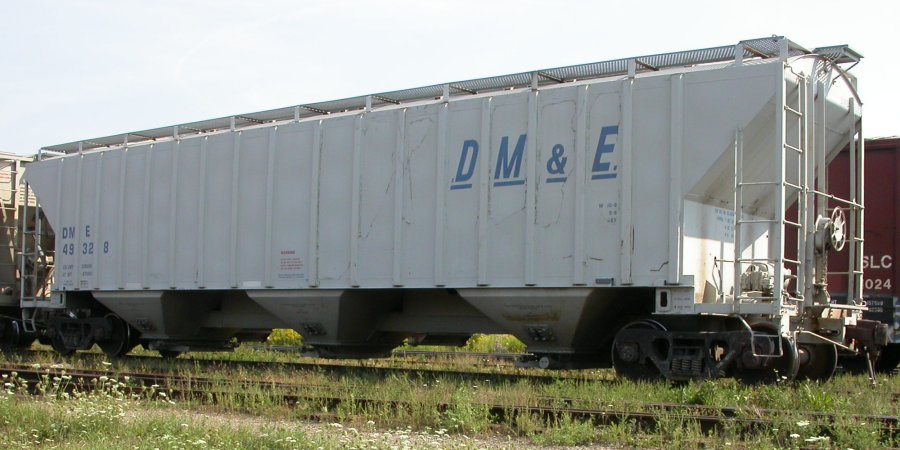
Un wagon-silo céréalier américain à parois droites et renforcées.
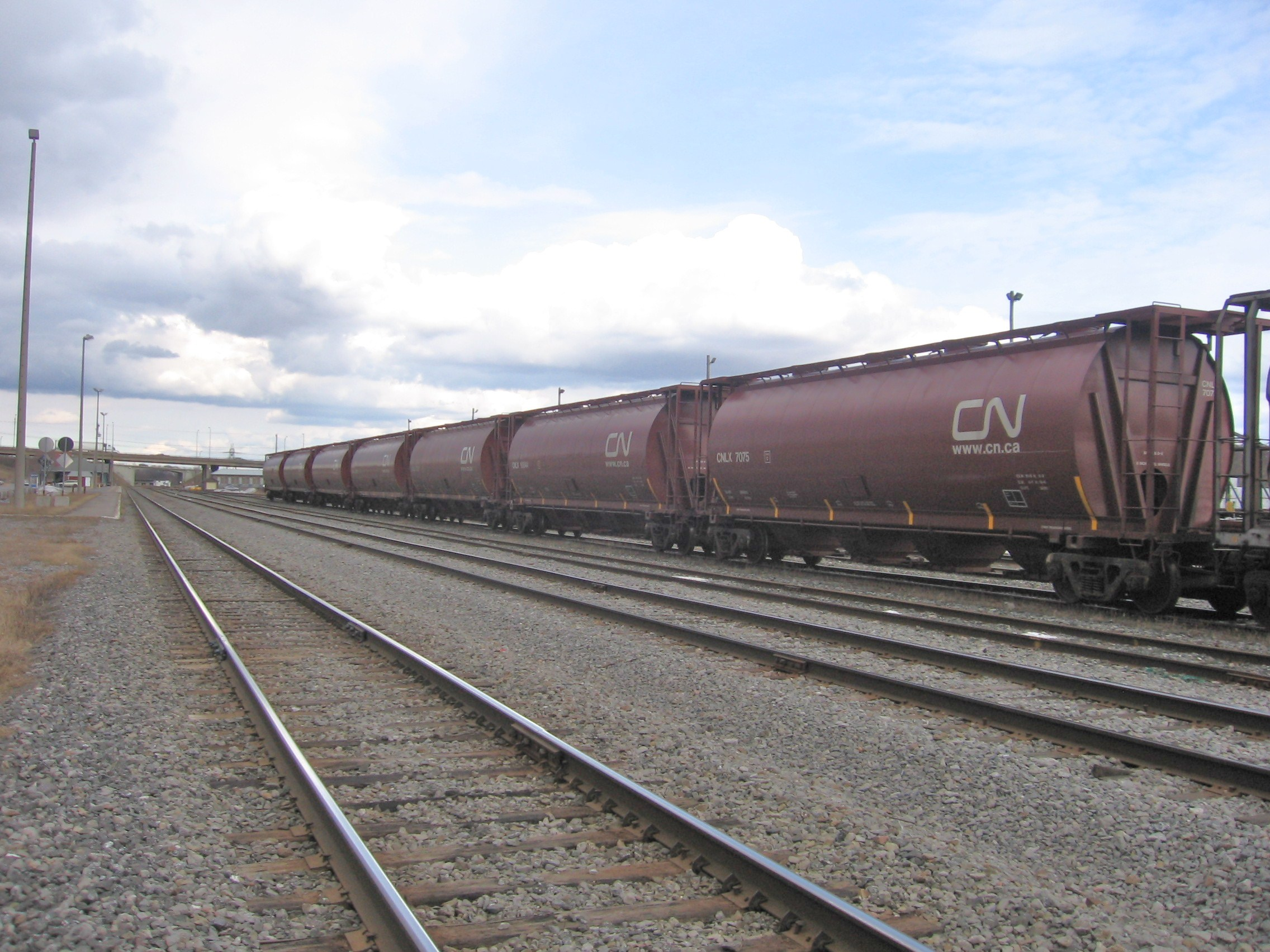
Des wagons-silos de forme cylindrique (wagon-citerne) sur les chemins de fer canadiens.
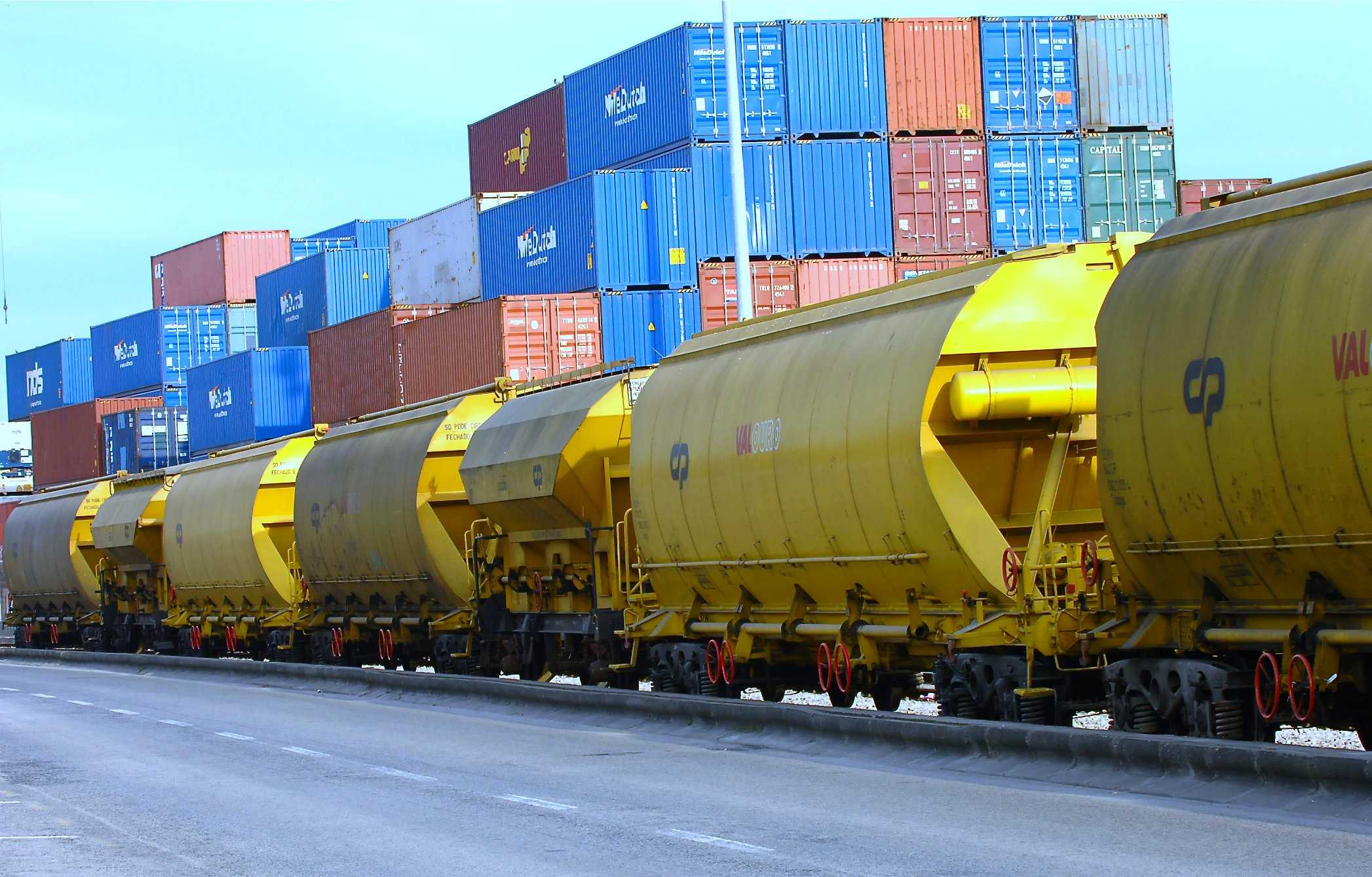
Alternance de wagons-silos à bogies et à essieux des chemins de fer portugais.